# Jenna Leigh Green
Pour les articles homonymes, voir Green.
Jenna Leigh Green est une actrice américaine née le 22 août 1974 à West Hills, Californie (États-Unis).

## Filmographie
- 1994 : Mortel Rendez-vous (A Friend to Die For) (TV) : Meridith
- 1995 : Captain Nuke and the Bomber Boys : Girl
- 1996 - 1999 : Sabrina, l'apprentie sorcière (Sabrina the Teenage Witch) (série TV) : Libby Chessler
- 1997 : Amitié dangereuse (Friends 'Til the End) (TV) : Risa
- 1998 : Sandman : Wanda
- 1999 : Cover Me (feuilleton TV) : Tara Mathers
- 2000 : The Bogus Witch Project (TV) : Heather (segment "The Bel Air Witch Project")
- 2002 : La Plus Haute Cible (First Shot) (TV) : Jess Hayes
- 2003 : Urgences (Déjà Mort) (TV) : Tammy Gribbs
- 2008 : Cold Case : Affaires classées : Violet Golding en 1964
- 2009 : Ghost Whisperer dans l'épisode Flagrant délire (série TV) : Carrie
- 2010 : Encore toi ! (You Again) : Heather
- 2011 : Bones
- 2015 : I Am Michael de Justin Kelly
- 2018 : Skin de Guy Nattiv
- 2021 : The Survivalist de Jon Keeyes : Marley